# القاسم بن الطاهر العباسي
القاسم بن الطاهر العباسي تابعي ومحدث مِن رواة الحديث وهو مِن نسل العباس بن عبد المطلب.

## نسبه
هو القاسم بن الطاهر بن إسماعيل بن صالح بن علي بن عبد الله بن العباس بن عبد المطلب بن هاشم العباسي الهاشمي القرشي الكناني المضري العدناني

## شيوخه
الشيوخ الذين روى عنهم:
- أبيه الطاهر بن إسماعيل بن صالح بن علي بن عبد الله بن العباس بن عبد المطلب.

## تلاميذه
تلاميذه الذين روو عنه:
- ولده أحمد بن القاسم بن الطاهر بن إسماعيل بن صالح بن علي بن عبد الله بن العباس بن عبد المطلب.